# Frappe aérienne de Kwatar Daban Masara
 (septembre 2021).
La frappe aérienne de Kwatar Daban Masara est une frappe aérienne survenue le 26 septembre 2021 sur un marché aux poissons du village de Kwatar Daban Masara, dans l'État de Borno, au Nigeria, tuant entre 50 et 60 personnes.

## Attaque
Dix jours avant l'attaque, des combattants étrangers de l'ISWAP étaient arrivés à Kwatar Daban Masara dans des camions. Cela a conduit à la mise sous surveillance de la ville par les services de renseignement nigérians.
Le 26 septembre 2021, l'armée nigériane avait des sources disant que l'ISWAP préparait une attaque depuis la ville. L'armée de l'air nigériane a décidé d'agir et vers 6 heures du matin, heure locale, un avion de l'armée de l'air nigériane dans une soi-disant "frappe préventive" a frappé le marché aux poissons du village, tuant au moins 50 à 60 civils.